# I'm So Lonesome I Could Cry
I'm So Lonesome I Could Cry è un brano musicale scritto e registrato dal cantautore country Hank Williams nel 1949, ispirata dalla relazione con la moglie Audrey Sheppard e pubblicato nel 78 giri My Bucket's Got a Hole in It/I'm So Lonesome I Could Cry nel 1949.
È stata inserita al 111º posto nella classifica delle migliori 500 canzoni della storia redatta dalla rivista Rolling Stone.

## Cover
È stata interpretata da molti artisti tra cui:
- Johnny Cash e Nick Cave, nell'album American IV: The Man Comes Around
- Cassandra Wilson nell'album New Moon Daughter del 1996
- Bob Dylan la canta nel documentario Dont Look Back e nel 1966 in "Eat the Document" insieme a Johnny Cash
- Bill Frisell ne fa una versione strumentale nell'album Ghost Town del 2000 ed una in Bill Frisell, Ron Carter, Paul Motian del 2005.
- Jimmie Dale Gilmore nell'album Spinning Round the Sun del 1993.
- Wynonna Judd nell'album Sing: Chapter 1 del 2009.
- Al Green nell'album del 1973 Call Me
- Little Richard nell'album The King of Rock and Roll del 1971
- I Me First and the Gimme Gimmes ha reinterpretato il brano nel loro album del 2006 dedicato al country Love Their Country.
- Elvis Presley ne ha fatto una cover nel suo speciale televisivo Aloha from Hawaii, introducendola con la seguente frase: "I'd like to sing a song that's...probably the saddest song I've ever heard.").
- Volbeat nell'album Guitar Gangsters & Cadillac Blood del 2008.
- Akiko Yano ha registrato il brano con Pat Metheny nell'album Oui Oui.
- I Cowboy Junkies l'hanno inserita nel loro album The Trinity Sessions del 1988.
- Amy Lee degli Evanescence l'ha eseguita dal vivo. La traccia è contenuta nell'album We Walk the Line: A Celebration of the Music of Johnny Cash, 2012.
- John Scofield ha vinto nel 2017 un Grammy Award 2017 come miglior assolo jazz improvvisato proprio con questa canzone inserita nel suo album Country for Old Men      uscito nel 2016.